# Diòscor (antipapa)
Diòscor d'origen grec nascut en Constantinoble va ser antipapa de Bonifaci II.
Havia estat triat pel clergat romà el 22 de setembre del 530, alhora que era triat el papa Bonifaci II, però va morir el 14 d'octubre del mateix any. Fins a aquest moment ostentava el títol de diaca.
Amb la seva mort, els seus electors van reconèixer com a papa a Bonifaci II cosa que va evitar que el cisma prosperés.